# Alisha Bionda
Alisha Bionda (* 1958 in Düsseldorf) ist eine deutsche Autorin, Herausgeberin, Journalistin und Redakteurin.

## Leben und Werk
Alisha Bionda studierte Literaturgeschichte, Theater- und Filmwissenschaft und Journalistik. Sie betreut als PR-Agentin die Autorin Uschi Zietsch. Bionda ist Autorin, Literaturagentin, Redakteurin und Herausgeberin von Buchreihen und Anthologien. Außerdem publiziert sie in Literaturzeitschriften und Anthologien im In- und Ausland. Ihre ersten Einzeltitel sind im Ueberreuter-Verlag in der von Wolfgang Hohlbein ins Leben gerufenen Edition Märchenmond erschienen. 2004 rief sie zusammen mit Michael Beyeler und Florian Hilleberg das Literaturportal LITERRA ins Leben.
Seit 2011 betreibt sie die Agentur Ashera, die Autoren und Künstler vertritt. Alisha Bionda lebt auf Mallorca.
Für die Förderung junger Autoren und der phantastischen Literatur im Allgemeinen wurde Bionda 2011 mit dem Sonderpreis des Vincent Preis ausgezeichnet.

## Werke
Einzeltitel
- Die Welt der Finsternis, Hardcover, Ueberreuter 1999
- Das Reich der Katzen, Hardcover, Ueberreuter 2000
- Regenbogen-Welt, Magic Edition, Band 5,BLITZ 2005
- Das Reich der Katzen, Paperback, Sieben Verlag 2009
- Let's Talk, Seven Fancy, Band 2, Paperback, Fabylon 2010

Herausgegebene Reihen (Romane und Anthologien) 
- Ars Litterae – Phantastik – Düstere Phantastik – Dark Romance, Fabylon Verlag, seit 2009
- Ars Amoris – Phantastische Erotik, Fabylon Verlag, seit 2009
- Seven Fancy – Modern Shorties, Fabylon Verlag, seit 2009
- Scream – Horror, Voodoo Press, seit 2010
- Dark Wor(l)ds, Dark Fiction – Social Fiction – Fantasy Fiction, p.machinery, seit 2011

Herausgegebene Anthologien 
- Kein bißchen tote Hose – Freche Texte, vbt 2001
- Wellensang, Fantasy-Anthologie. Mit-Hrsg. Michael Borlik, Schreiblust 2004
- Der dünne Mann – und andere düstere Novellen (Edgar Allan Poes Phantastische Bibliothek). BLITZ. 2006
- Das Geheimnis des Geigers (Sherlock Holmes Criminal Bibliothek), BLITZ 2006
- Fenster der Seele, Mystische Katzengeschichten, Mit-Hrsg.: Frank W. Haubold, Lerato-Verlag, Oktober 2007
- Der Himmelspfeifer, SF-Geschichten, Lerato, April 2008
- Dark Ladies I & II, Dark-Fantasy-Geschichten, Fabylon, März 2009
- Schattenversuchungen, Düster phantastische Erotik, Ars Amoris, Band 1, Fabylon, Mai 2009
- Unter dunklen Schwingen, Düster phantastische Geschichten, Otherworld, Mai 2009
- Sad Roses, Phantastik, Ars Litterae, Band 4, Fabylon, Oktober 2009
- Höllische Weihnachten, Düster phantastische Erotik, Ars Amoris, Band 2, Fabylon, November 2009
- Advocatus Diaboli, Düstere Phantastik, Edition Roter Drache, Oktober 2010
- Die Begegnung – und andere düstere Winterlegenden, Ars Litterae, Band 6, Fabylon, Oktober 2010
- Just Married – with a Personal Demon, Ars Amoris, Band 5, Fabylon, November 2010
- Painstation, Horror-Geschichten, Scream, Band 2, Voodoo Press, März 2011
- Der perfekte Friede, SF-Geschichten, p.machinery, Mai 2011
- Sherlock Holmes – Der verwunschene Schädel, Kurzgeschichten, Voodoo Press, Mai 2011
- Sherlock Holmes – Das ungelöste Rätsel, Kurzgeschichten, Voodoo Press, Mai 2011

Serienromane
Wolfgang Hohlbeins Schattenchronik
- Der ewig dunkle Traum, Band 1, Anthologie mit der Serienauftaktstory von Wolfgang Hohlbein, BLITZ 2005, ausgezeichnet mit dem „Deutschen Phantastik Preis 2006“ für die beste nationale Kurzgeschichtensammlung
- Kuss der Verdammnis, Band 2, Blitz 2005
- Kinder der fünften Sonne, Band 3 Blitz 2005
- Blutopfer, Band 4 (mit Jörg Bartscher-Kleudgen), Blitz 2005
- Der Schattenkelch, Band 5 (mit Jörg Bartscher-Kleudgen), Blitz 2006
- Calvin, Band 6 (mit S.H.A. Parzzival), Blitz 2006
- Zorn des Drachen, Band 7 (mit Jörg Bartscher-Kleudgen), Blitz 2006
- Das Seelentor, Band 8 (mit Jörg Bartscher-Kleudgen), Blitz 2006
- Der Vampir von Düsseldorf, Band 9 (mit Jörg Bartscher-Kleudgen), Blitz, Juni 2007
- Vabanque*, Band 10 (mit Jörg Bartscher-Kleudgen), Blitz, Januar 2008

 Larry Brent – Neue Abenteuer
- Der Dämonensohn, Band 113 (mit Werner K. Giesa), Blitz 2006
- Der Schädelgürtel, Band 114, Blitz 2006
- Finale, Band 115 (mit S.H.A. Parzzival), Blitz 2006